# Eva Jansson
Eva Kristina Jansson, född 25 januari 1950 i Sundsvall, är en svensk dansare och skådespelare.

## Biografi
Jansson studerade vid Balettakademien och genomförde kompletterande utbildning i drama på Teaterhögskolan i Stockholm. Hon medverkade 1973–1974 i föreställningen Kom till Casino på Intiman. 1975 gjordes en film med samma namn.

## Filmografi
- 1975 – Kom till Casino

## Teater

### Roller
| År   | Roll        | Produktion                                      | Regi           | Teater              |
| ---- | ----------- | ----------------------------------------------- | -------------- | ------------------- |
| 1972 | Dansare     | Sånt folk!, revy Carl Zetterström               | Lars Amble     | Maximteatern        |
| 1976 | Medverkande | Hem till stan, revy Kar de Mumma                | Hans Dahlin    | Folkan              |
| 1985 |             | Maratondansen Ray Herman                        | Örjan Herlitz  | Örebro länsteater   |
| 1988 | Ensemble    | AB Dun och Bolster! Franz Arnold och Ernst Bach | Hans Bergström | Fredriksdalsteatern |